# Basilica di Sant'Eufemia (Milano)
La basilica di Sant'Eufemia è un luogo di culto cattolico del centro storico di Milano situato nell'omonima piazza, lungo corso Italia.

## Storia
La basilica di Sant'Eufemia venne probabilmente fondata verso il 472 dal vescovo san Senatore (di cui si conservano le spoglie proprio nella chiesa), il quale, come prete al seguito del vescovo sant'Abbondio, partecipò in precedenza al concilio di Calcedonia e da lì riportò a Milano una reliquia della santa a cui la basilica è dedicata.
La chiesa venne quindi ricostruita nel XV secolo e poi rimaneggiata nei secoli successivi grazie anche all'intervento di importanti mecenati. Qui nel 1564 venne battezzato Federico Borromeo, nipote di san Carlo e futuro arcivescovo di Milano.
Nel 1870 l'architetto Enrico Terzaghi creò l'attuale alta aula centrale eliminando tre campate. Per motivi statici la chiesa venne anche allungata di una campata e quindi rifatta la facciata.

## Descrizione

### Architettura

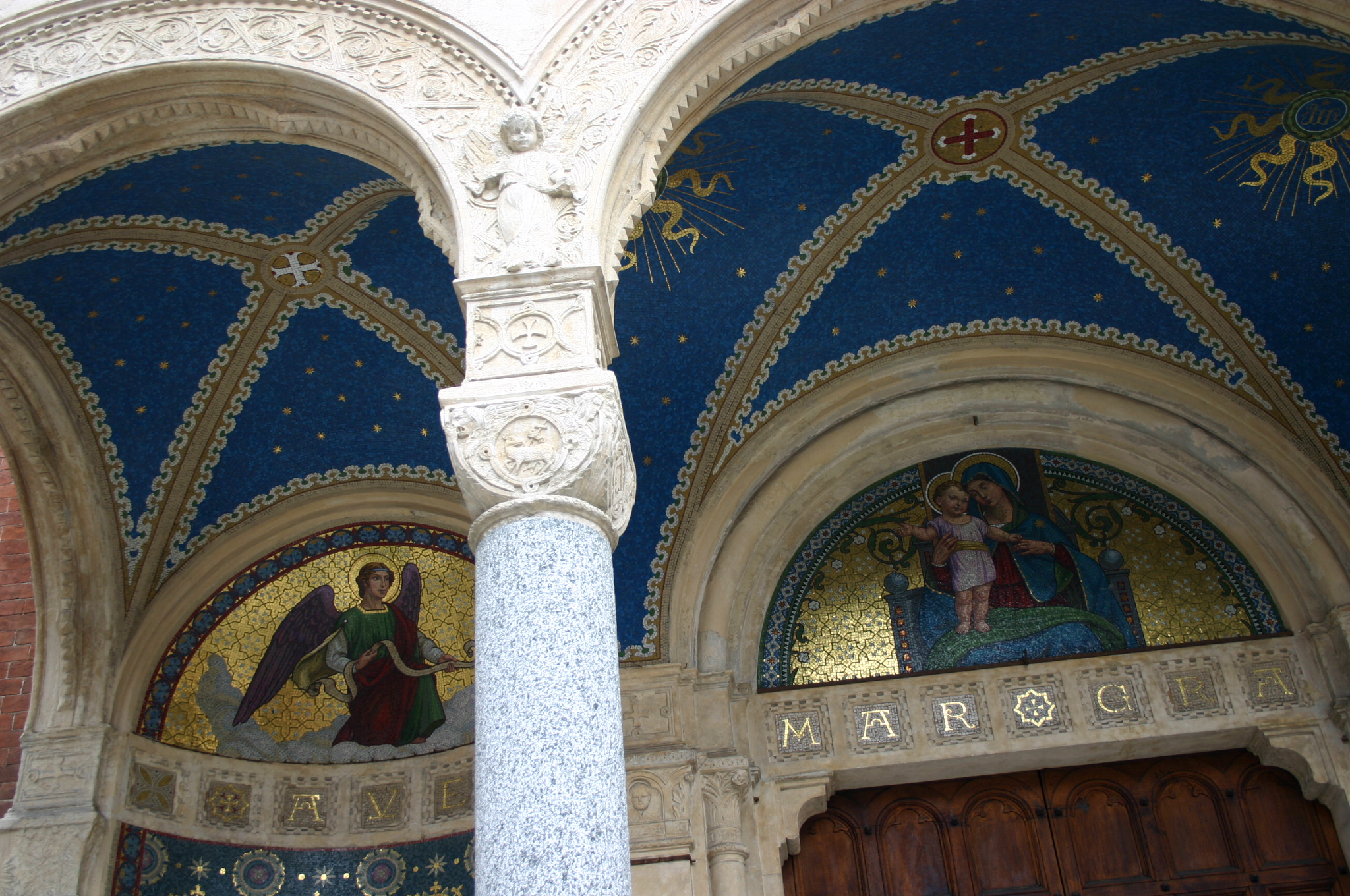
La decorazione musiva del portico

La basilica di Sant'Eufemia sorge nell'omonima piazza del centro storico di Milano, lungo corso Italia, di fianco all'ex chiesa di San Paolo Converso.
L'edificio, esternamente in architettura neoromanica, presenta una facciata a salienti, preceduta da un piccolo portico di tre arcate a tutto sesto su colonne marmoree; le pareti interne e la volta di quest'ultimo presentano una ricca decorazione musiva che richiama quella del mausoleo di Galla Placidia a Ravenna. In corrispondenza di ciascuna delle due navate laterali si aprono un rosone ed un portale leggermente strombato con lunetta. Al centro della facciata, si apre un terzo rosone, più grande rispetto agli altri, circondato dai bassorilievi con i simboli dei quattro evangelisti.
L'interno della chiesa, in stile neogotico, è composto da tre sezioni distinte: l'avancorpo ottocentesco, la navata e l'abside. Sia le pareti, sia le volte sono riccamente decorate con affreschi policromi.

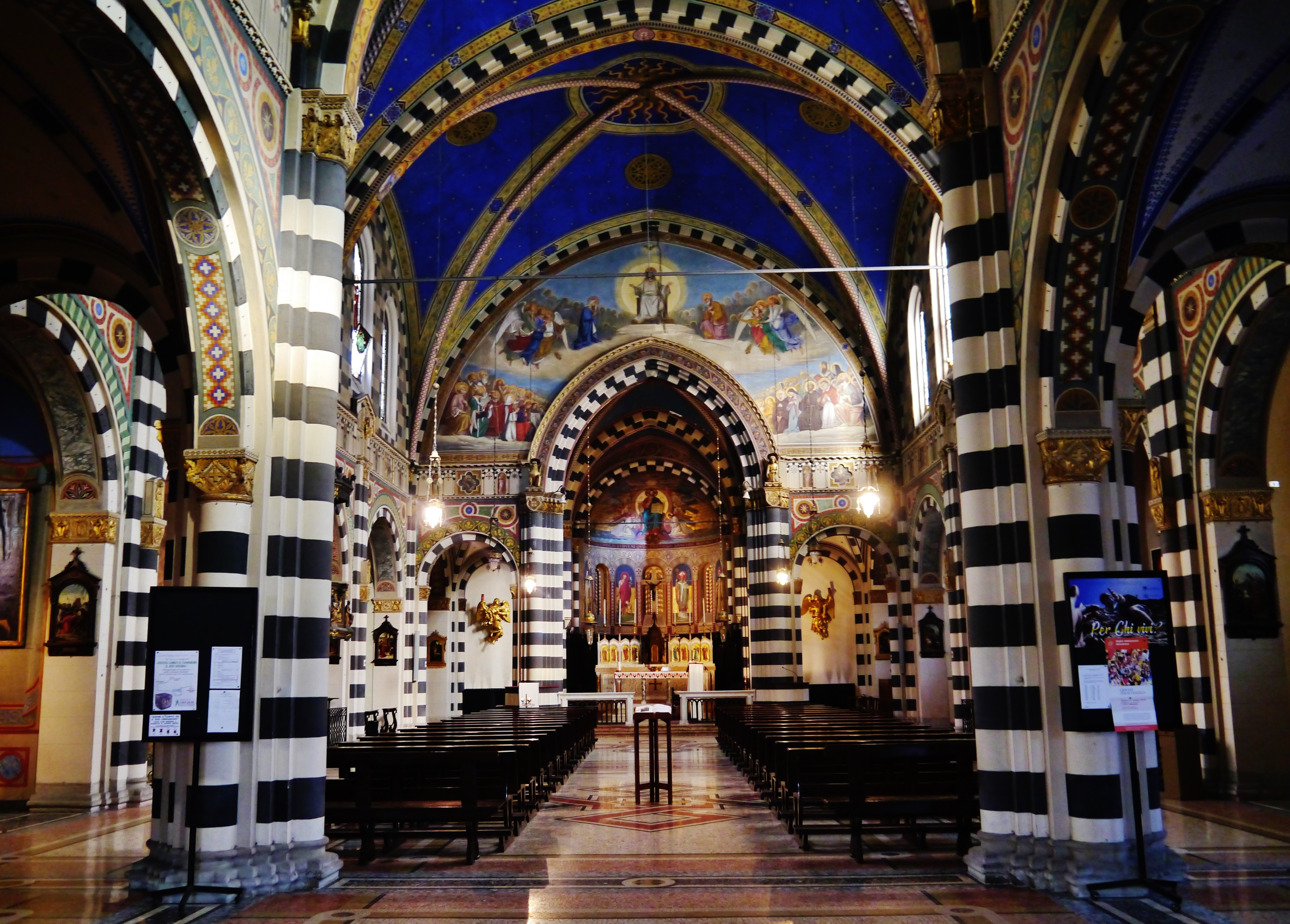
Interno

L'avancorpo, di due campate, è diviso in tre navate coperte con volta a crociera. Sulla sinistra, si trova il battistero, con fonte battesimale marmoreo. La navata, larga quanto tutto l'avancorpo e più alta, è costituita da due campate con volta a crociera e presenta una serie di quattro cappelle laterali sul fianco destro. Sulle pareti laterali si aprono delle alte monofore a sesto acuto. L'abside semicircolare, preceduta da un coro a pianta quadrangolare, ospita l'altare maggiore in marmi policromi, realizzato da Spirito Maria Chiappetta la cui mensa, dopo il Concilio Vaticano II, è stata staccata dall'alzata e collocata più avanti.
Tra le opere scultoree va menzionata la Tomba Brasca realizzata dallo scultore Cristoforo Solari detto il Gobbo. Degne di nota anche le opere pittoriche lo Sposalizio di Santa Caterina olio su tela di scuola leonardesca, attribuito da alcuni alla mano di Marco d'Oggiono nella prima cappella a sinistra della navata. Ora la chiesa conserva anche la tela con la Pentecoste di Simone Peterzano traslocata qui dalla vicina chiesa di San Paolo Converso. Nella terza cappella si trova una tela raffigurantela Madonna con Bambino e Santi, di Marco d'Oggiono; la tela con la Madonna del Santo Rosario è opera di Augusto Lozzia.

### Organo a canne
Sulla cantoria in controfacciata, si trova l'organo a canne, costruito da Natale Balbiani nel 1909.
Lo strumento, a trasmissione pneumatico-tubolare, ha due tastiere di 58 note ciascuna ed una pedaliera concava di 27. La mostra è racchiusa entro l'elegante cassa neogotica in tre campi, ciascuno dei quali è composto da una cuspide di canne di principale (19 canne quella centrale, 11 quelle laterali).

## Musica
Negli anni cinquanta la basilica, grazie alla sua ottima acustica, è stata usata dalla EMI come sala d'incisione: qui il soprano Maria Callas registrò I puritani e Cavalleria rusticana (1953) e La sonnambula (1957).
A Sant'Eufemia e alla sua piazza è dedicato un album del jazzista Renato Sellani registrato negli studi discografici della PDU che avevano sede, fino al 1982, nella vicinissima chiesa sconsacrata di San Paolo Converso.
In tempi più recenti la basilica ha accolto la celebrazione dei funerali di Nilla Pizzi.